# لوبيك (هولندا)
لوبيك  Lopik  هي مدينة وبلدية بمقاطعة أوترخت بهولندا.

## طوبوغرافيا
خريطة طوبوغرافية هولندية لبلدية لوبيك ، يونيو 2015، (تقرأ بعد ثلاث نقرات على الخريطة).

## توأمة
للوبيك (هولندا) اتفاقيات توأمة مع كل من:
- Lezoux [الإنجليزية]‏
- سارسينا
- غريبنشتاين

## معرض صور

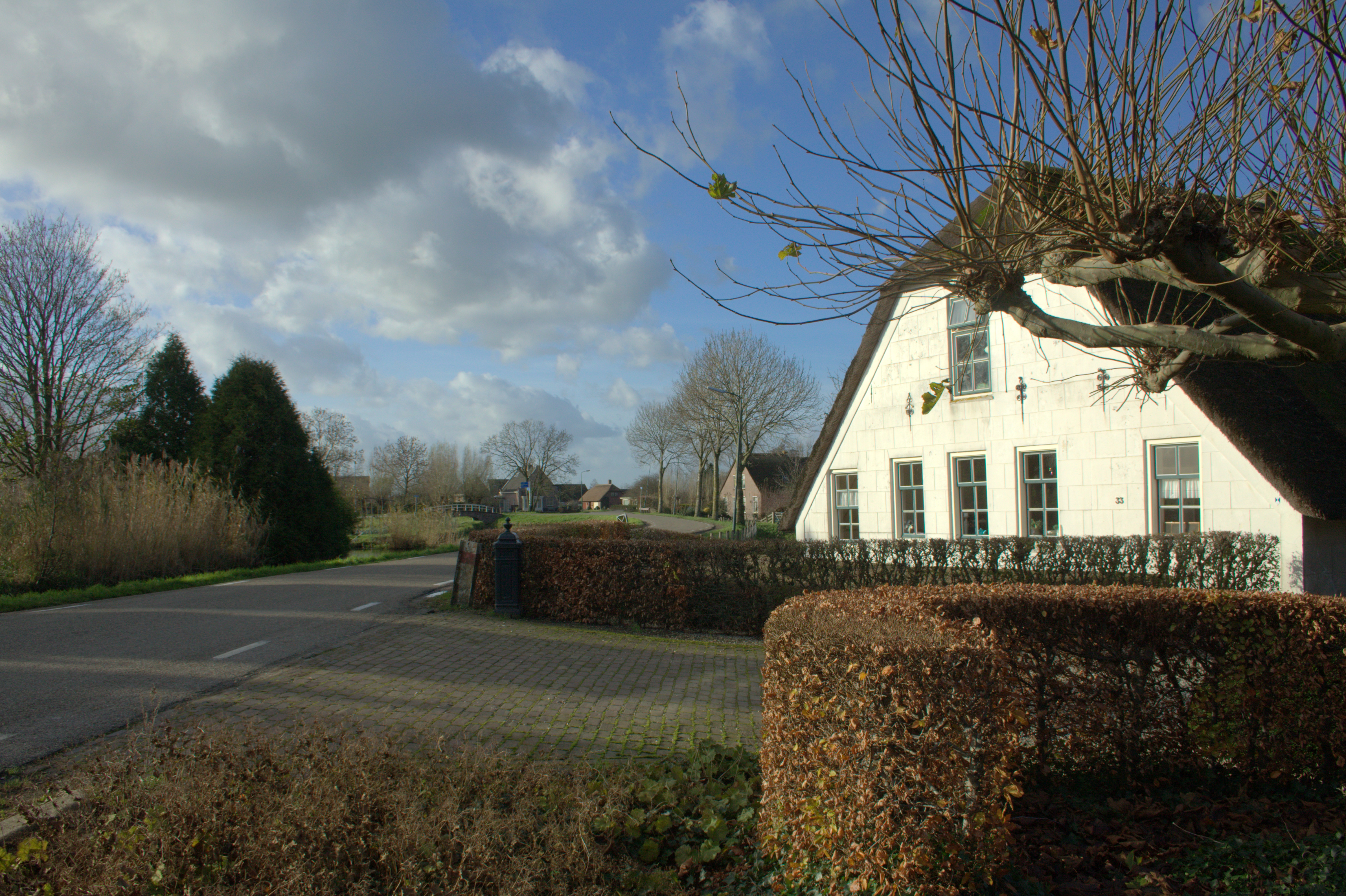
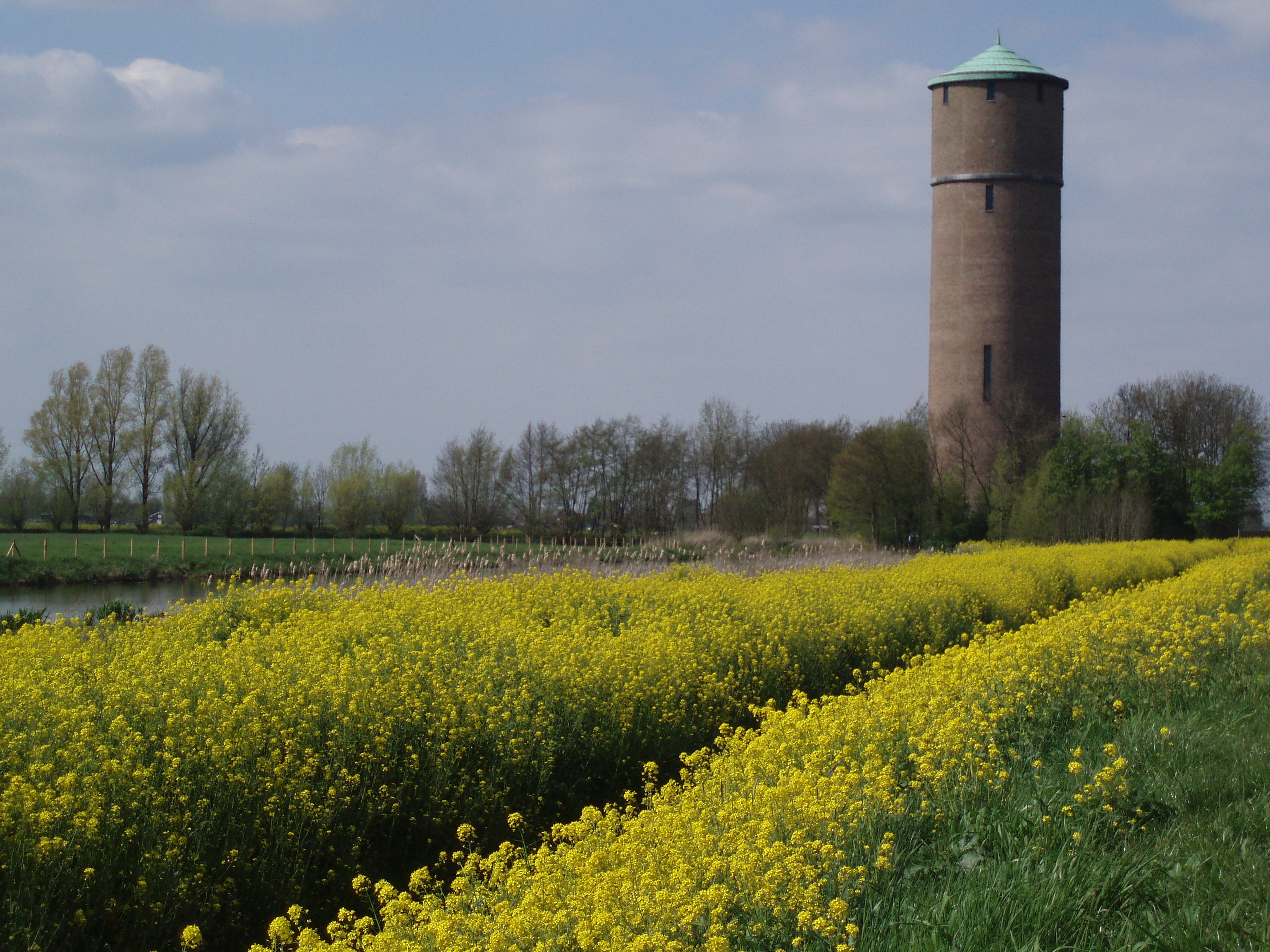
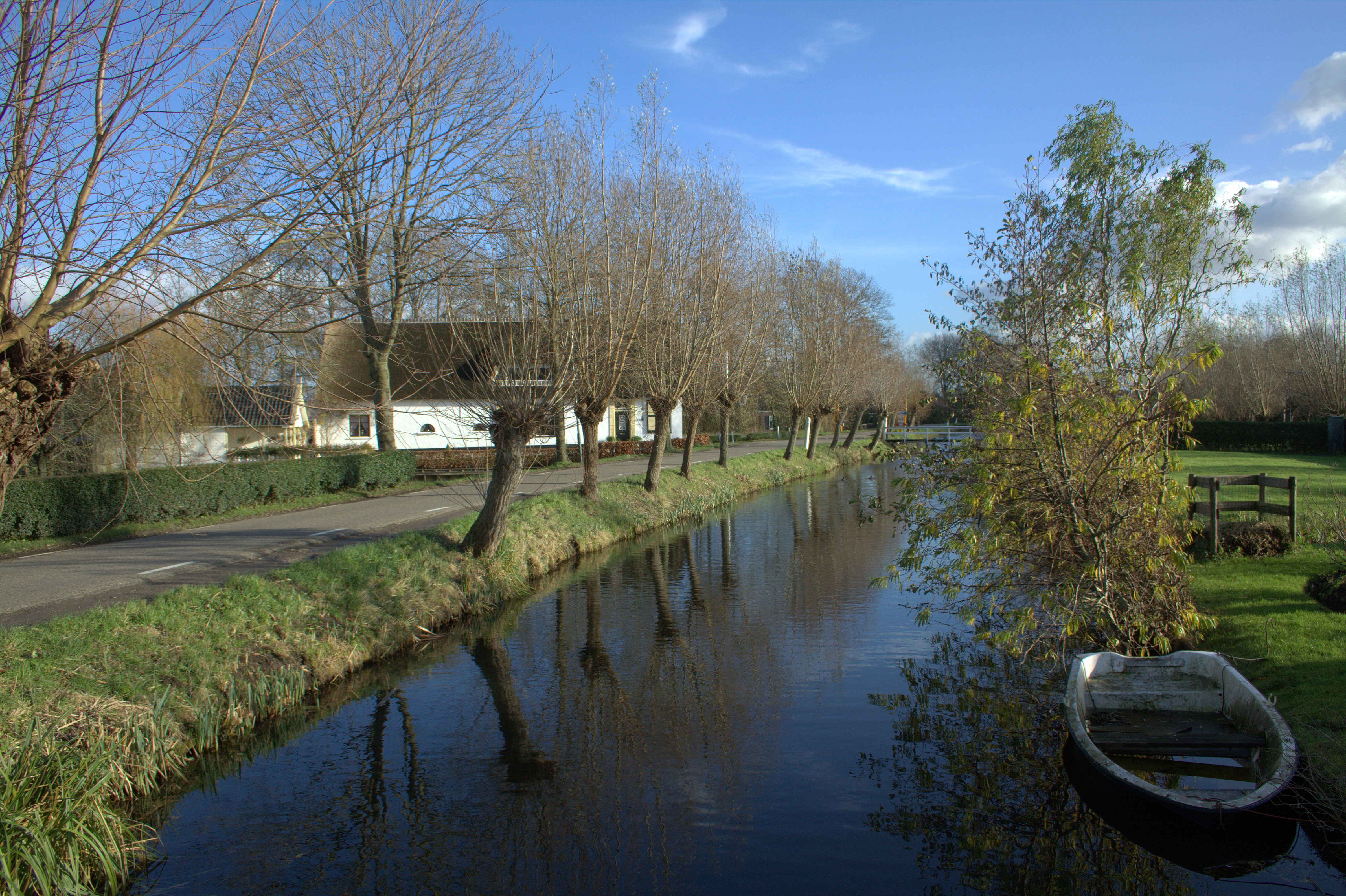
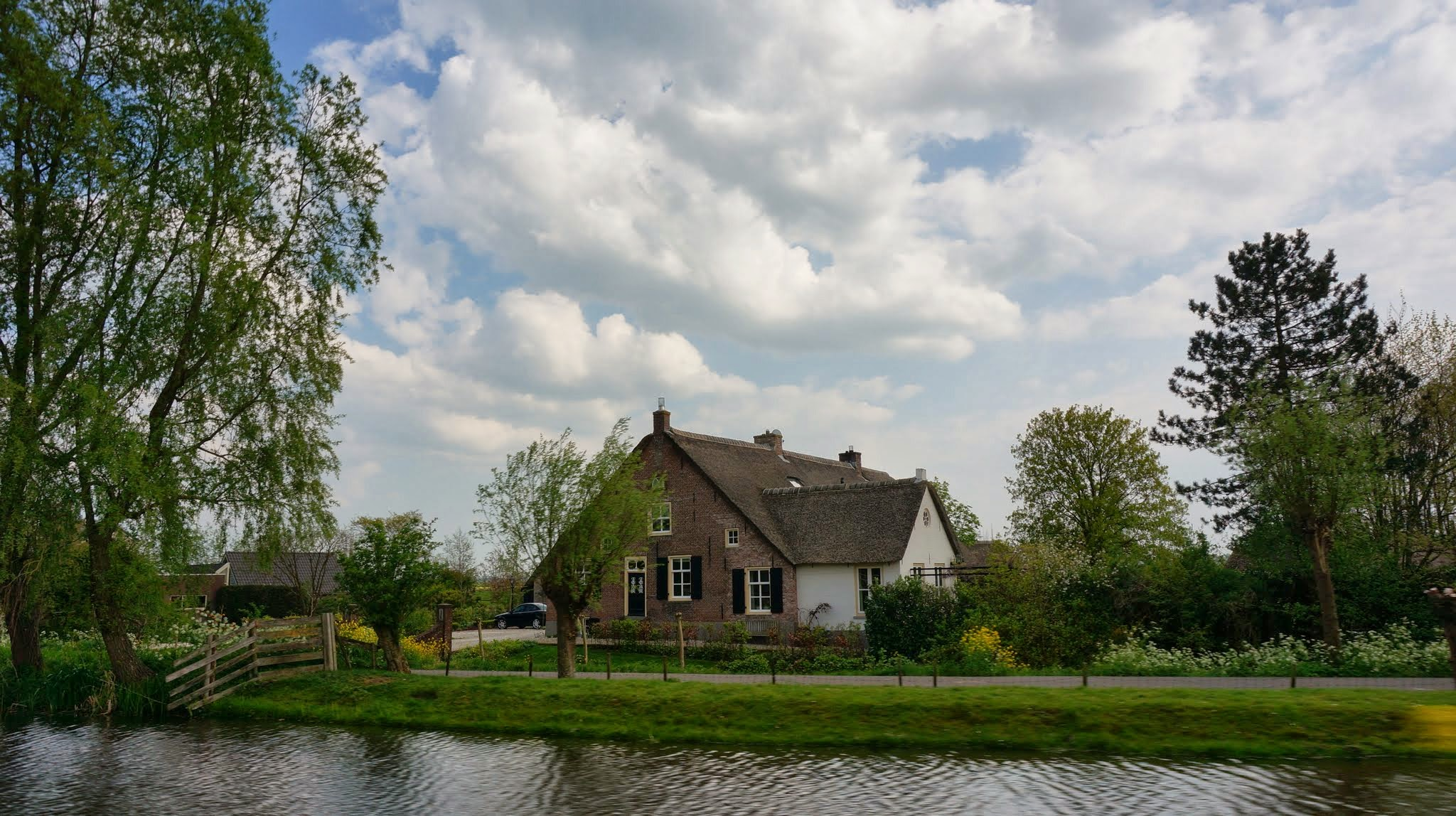

## أعلام
- بيتر تشيب
- كيس فان بورن

## وصلات خارجية
- الموقع الرسمي